# Ramón Beade Méndez
Ramón Beade Méndez (Tiobre, Betanzos, província de la Corunya, 7 d'abril de 1900 - 3 de juliol de 1956) fou un polític socialista gallec. Agricultor, maçó, militant del PSOE gallec i cap de la Federació Comarcal de Betanzos de la UGT, a les eleccions municipals espanyoles de 1931 fou un dels 16 regidors republicans de l'Ajuntament de Betanzos. Durant la Segona República Espanyola fou elegit diputat per la Corunya a les eleccions generals espanyoles de 1931 i 1936. Va participar amb un projecte d'estatut d'autonomia per a Galícia el 1932, juntament amb membres d'ORGA, però l'arribada de la CEDA al poder el 1933 aparcà el projecte. El 1934 protagonitzà amb Xoan Xesús González i Xaime Quintanilla una escissió dins el PSOE gallec que donà lloc a la Unió Socialista Gallega (USG). El 1936 va tornar a la disciplina del PSOE.